# Fatshe leno la rona
Fatshe leno la rona (setsuana: 'Esta nuestra tierra') es el himno nacional de Botsuana. Fue escrito y compuesto por Kgalemang Tumedisco Motsete, y adoptado tras la independencia de este país, en 1966.

## Letra original en setsuana
| Tswana | AFI |
| Fatshe leno la rona Ke mpho ya Modimo, Ke boswa jwa borraetsho; A le nne ka kagiso. Khorase: Tsogang, tsogang! Banna, tsogang! Emang, basadi, emang, tlhagafalang! Re kopane le go direla Lefatshe la rona. 'Ina lentle la tumo La tšhaba ya Botswana, Ka kutlwano le kagisano, E bopagantswe mmogo. Khorase | /fatsʰɪ lɪnʊ la rʊna/ /kɪ mpʰʊ ja mʊdimʊ ǀ/ /kɪ bʊswa jwa bʊrraɪtsʰʊ ǀ/ /a lɪ nnɪ kɪ kaχisʊ ‖/ /kʰʊrasɪ/ /tsʊχaŋ ǀ tsʊχaŋ ‖ banna ǀ tsʊχaŋ ‖/ /ɪmaŋ ǀ basadi ǀ ɪmaŋ ǀ tɬʰaχafalaŋ ‖/ /rɪ kʊpanɪ lɪ χʊ dirɪla/ /lɪfatsʰɪ la rʊna ‖/ /ina lɪntɬɪ la tumʊ/ /la tʃʰaba ja bʊtswana ǀ/ /ka kutɬwanʊ lɪ kaχisanʊ ǀ/ /ɪ bʊpaχantswɪ mmʊχʊ ‖/ /kʰʊrasɪ/ |

## Versión en inglés*
Blessed be this noble land,

Gift to us from God's strong hand,

Heritage our fathers left to us.

May it always be at peace.

Awake, awake, Oh men, awake!

And women close beside them stand,

Together we'll work and serve

This land, this happy land!

Word of beauty and of fame,

The name Botswana to us came.

Through our unity and harmony,

We'll remain at peace as one.

Awake, awake, Oh men, awake!

And women close beside them stand,

Together we'll work and serve

This land, this happy land!

*: Esta letra es una adaptación con licencia poética para hacer rimar el himno en inglés. No es una traducción literal de la versión original en setsuana.

## Traducción al español (de la versión original en setsuana)
Esta nuestra tierra,

Es un regalo de Dios,

Una herencia de nuestros ancestros.

Siempre esté en paz.

¡Despertad, despertad! ¡hombres, despertad!

¡Despertad,  mujeres! ¡Estén alertas!

Juntos trabajemos para servir

a nuestra tierra.

Hermoso nombre de fama,

de la nación de Botsuana.

A través de la armonía y la reconciliación,

permanezca unida.

¡Despertad, despertad! ¡hombres, despertad!

¡Despertad,  mujeres! ¡Estén alertas!

Juntos vamos a trabajar para servir

a nuestra tierra.